# Al Hassan Saleh
Al Hassan Saleh (en árabe: الحسن صالح‎; Ras Al Khaimah, Emiratos Árabes Unidos; 25 de junio de 1991) es un futbolista de los Emiratos Árabes Unidos que juega en la posición de lateral izquierdo. Desde el 2016 juega con el Sharjah FC de la UAE Pro League.

## Carrera

### Club
| Periodo   | Club                |
| --------- | ------------------- |
| 2009–2011 | Ras Al Khaimah Club |
| 2011–2016 | Emirates Club       |
| 2016–     | Sharjah FC          |

### Selección nacional
Debutó con Emiratos Árabes Unidos el 20 de noviembre de 2018 en una victoria por 2-0 ante Yemen. Participó en la Copa Asiática 2019.

## Logros
- UAE Pro League (1): 2019
- División 1 de EAU (1): 2013